# Pilia escheri
Pilia escheri là một loài nhện trong họ Salticidae.
Loài này thuộc chi Pilia. Pilia escheri được Eduard Reimoser miêu tả năm 1934.